# Wu Pao-chun

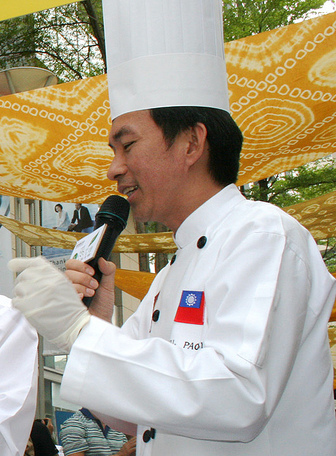
Wu Pao-chun bei einer öffentlichen Vorführung in Kaohsiung

Wu Pao-chun (chinesisch 吳寶春, Pinyin Wú Bǎochūn; * 5. September 1970 im Landkreis Pingtung, Taiwan) ist ein  taiwanischer Bäckermeister, der durch Erfolge beim internationalen Backwettbewerb Coupe du Monde de la Boulangerie (der „Bäckerei-Weltmeisterschaft“) auf sich aufmerksam machte.

## Leben
Wu Pao-chun wuchs in ländlicher Umgebung des Landkreises Pingtung im südlichen Taiwan auf. Er entstammte bescheidenen Verhältnissen, sein Vater starb, als Wu zehn Jahre alt war, worauf er und seine sieben Geschwister von seiner Mutter allein erzogen wurden. Wu war das jüngste Kind der Familie. Um seine Familie finanziell zu entlasten, begann Wu nach dem Abschluss der Junior High School eine Bäckerlehre. Er erlernte das traditionelle Backhandwerk und machte sich später als Bäckermeister in der Stadt Taichung selbständig. Er eröffnete drei Filialen, sah sich jedoch mit dem Problem konfrontiert, dass sich der Geschmack seiner Kundschaft unter dem Einfluss des an Polarität gewinnenden westlichen Brots veränderte und seine Umsätze zu sinken begannen. Wu erkannte die Notwendigkeit zur Innovation und widmete sich der Erforschung und Erfindung neuer Teig- und Brotsorten.

## Erfolge
Durch den Gewinn des Regionalwettbewerbs der Coupe du Monde de la Boulangerie in Taiwan im Jahr 2006 qualifizierte sich Wu gemeinsam mit seinen Kollegen Tsao Chi-hsiung und Wen Shi-cheng für die „Weltmeisterschaft“ im selben Wettbewerb 2008 in Paris. Wu, Tsao und Wen belegten den zweiten Platz; außerdem wurde Wu Pao-chun im Bereich „Europäisches Brot“ für seine Schöpfung Wein-Longan-Brot ausgezeichnet.
2010 wurde die Coupe um einen Einzelwettbewerb erweitert, zu dem die Mannschaften der Nationen, die beim Gruppenwettbewerb die vorderen zehn Plätze belegt hatten, je einen Teilnehmer entsenden konnten. Wu belegte als Vertreter Taiwans den ersten Platz und wurde mit der Kreation Litchi-Rosen-Brot Weltmeister, ein Erfolg, der ihn in ganz Taiwan berühmt machte und ihm auch in ausländischen Fachkreisen Bekanntheit verschaffte.
Wus Popularität ermöglichte es ihm, auch in den taiwanischen Metropolen Taipeh und Kaohsiung Filialen zu eröffnen, in denen sein „Weltmeisterbrot“, besonders in der Zeit unmittelbar nach seinem Triumph, reißenden Absatz fand.